# ピーター・ノヴィック
ピーター・ノヴィック（英語: Peter Novick、1934年7月26日 - 2012年2月17日）は、アメリカ合衆国の歴史学者である。
1999年に『アメリカ社会におけるホロコースト』を上梓。ホロコーストの残虐さを否定しないながらも、20世紀後半その遺産が同国のユダヤ人のアイデンティティを過度に支配するようになっていった、政治目的で利用されたこともあり、第三次中東戦争や第四次中東戦争の際イスラエルの脆弱さへの懸念が高まった後は特にそうであった、等と述べ、議論を呼んだ。

## 著作
- The Resistance versus Vichy. The Purge of Collaborators in Liberated France, New York 1968.
- That Noble Dream. The 'Objectivity Question' and the American Historical Profession, Cambridge 1988.
- The Holocaust in American Life, Boston: Houghton Mifflin, 1999.  ISBN 0395840090